# John Hersey
John Richard Hersey (Tientsin, 17 giugno 1914 – Key West, 24 marzo 1993) è stato un giornalista e scrittore statunitense.
Vincitore di un Premio Pulitzer, è considerato uno dei primissimi esponenti del New Journalism, nel quale le tecniche di narrazione tipiche della narrativa di finzione vengono applicate al reportage giornalistico e alla saggistica.

## Biografia
Nacque a Tientsin, in Cina, da due missionari protestanti statunitensi, imparando il cinese prima di apprendere la lingua inglese. All'età di 10 anni, la famiglia ritornò negli Stati Uniti dove egli frequentò le scuole e poi l'Università di Harvard.
Fu corrispondente di guerra in vari teatri militari della Seconda Guerra Mondiale dell'Europa e dell'Asia - compresa l'Italia, dove seguì lo sbarco degli Alleati in Sicilia - per i newsmagazine Time e Life.
Si trasferì poi al New Yorker, sul quale pubblicò il 31 agosto 1946 un memorabile reportage sull'attacco nucleare americano sulla città di Hiroshima, avvenuto il 6 agosto dell'anno precedente e i terribili effetti e strascichi del fallout su alcuni giapponesi sopravvissuti, essendo stato tra i primi giornalisti occidentali giunti nella città distrutta. L'articolo di 52 pagine, intitolato semplicemente Hiroshima, era preceduto da una breve nota dei gerenti del giornale e occupava eccezionalmente l'intero numero. Il successo di pubblico fu enorme, come il dibattito pubblico che sprigionò, spingendo il Governo USA a spiegare, con un lungo articolo di replica al giornale, i motivi che condussero alla decisione di bombardare ripetutamente con armi nucleari il Giappone. Il testo fu trasformato in un libro, che pubblicato dall'Editore Alfred Knopf, vendette oltre tre milioni di copie. Hersey raccontò, anni dopo, di avere avuto l'idea del racconto di sei vite intrecciate dal celebre romanzo di Thornton Wilder, Il ponte di San Luis Rey Nel 1985 egli fece ritorno nella città nipponica per ritrovare i sei protagonisti del racconto e le vicende successive loro accadute, che divenne così il capitolo conclusivo dell'impressionante inchiesta giornalistica.
Nella sua carriera Hersey affrontò ancora eventi della realtà contemporanea, tra giornalismo e ricostruzione storica: L'amante della guerra (1959); La cospirazione (1972).

## Opere
- Men on Bataan, 1942
- Dentro la vallata (Into the Valley, 1943), New York, Overseas Editions,inc., 1944.
- A Bell for Adano, 1945
  -  Una campana per Adano, traduzione di Margherita Cerutti, Milano, Bompiani, 1946. - Collana Oscar n.499, Milano, Mondadori, novembre 1973; III ed. italiana a cura di Calogero Carità, Edizioni La Vedetta, 1989.
  -  Una campana per Adano, prefazione di Riccardo Reim, Collana Biblioteca dell'immaginario, Roma, Castelvecchi, 2013, ISBN 978-88-7615-955-8.
- Hiroshima, 1946
  -  Hiroscima, traduzione di Carlo Bianchi, Milano-Roma, Bompiani, 1947.
  -  Hiroshima. Il racconto di sei sopravvissuti, traduzione di A. Carena, Novara, Piemme, 2005, ISBN 978-88-384-8151-2.
  -  Hiroshima, traduzione di F. Cortesi, Collana Nonfiction n.55, Gingko Edizioni, 2015, ISBN 978-88-95288-55-0.
  -  Hiroshima. La storia di sei sopravvissuti, Collana StorieSkira, Milano, Skira, 2015, ISBN 978-88-572-2901-0.
- Il muro di Varsavia (The Wall, 1950), traduzione di Marcella Hannau, Collana La Medusa, Milano, Mondadori, 1952.
- The Marmot Drive, 1953
- A Single Pebble, 1956
  -  Un solo sassolino, traduzione di Cesare Vivante, Collana La Medusa n.388, Milano, Arnoldo Mondadori Editore, 1957. - Collana I Grandi Scrittori, Milano, Corbaccio, 2022, ISBN 978-88-670-0949-7.
- L'amante della guerra (The War Lover, 1959), Collana La ginestra n.43, Milano, Longanesi, 1962.
- The Child Buyer, 1959
- Fino a Hiroscima. Profili di gente che non cede mai (Here to Stay, 1963), traduzione di Bruno Oddera, Collana Il mondo nuovo n.76, Milano, Longanesi, 1966.
- Loto bianco (White Lotus, 1965), Milano, Longanesi, 1969.
- Too Far to Walk, 1966
- Margaret & LSD, traduzione di Irene Brin, Collana La ginestra n.113, Milano, Longanesi, 1970.
- Nell'occhio del tifone (Under the Eye of the Storm, 1967), traduzione di Laura Vagliasindi, Collana La ginestra n.117, Milano, Longanesi, 1971.
- Incidente al motel (The Algiers Motel Incident, 1968), traduzione di Elsa Pelitti, Collana La Gaja Scienza n.334, Milano, Longanesi, 1972.
- Letter to the Alumni, 1970
- The Conspiracy, 1972
- My Petition for More Space, 1974
- The President, 1975
- The Walnut Door, 1977
- Aspects of the Presidency, 1980
- The Call, 1985
- Blues, 1987
- Life Sketches, 1989
- Fling and Other Stories, 1990
- Antonietta, 1991
- Key West Tales, 1994